# Carrier Command
Carrier Command est un jeu vidéo de simulation et de  stratégie en temps réel développé par Realtime Games Software (en) et publié par Telecomsoft en 1988 sur Amiga, Atari ST, PC, ZX Spectrum, Macintosh, Commodore 64 et Amstrad CPC. Le jeu a été conçu par Clare Edgeley, Ricardo Pinto, Ian Oliver et Graeme Bird. Il est l’un des premiers jeux développés au Royaume-Uni à proposer des graphismes en 3D et propose une combinaison innovante  de jeu de guerre et de jeu d’action dont on retrouve de nombreux éléments dans les jeux de stratégie en temps réel. Le joueur y contrôle un porte-avion futuriste, équipé d’avions et de véhicule amphibie robotisés, engagé dans un conflit pour le contrôle d’un archipel et de ses ressources en énergie. Pour gagner, le joueur doit construire des  dispositifs d’extraction de ressources puis fabriquer du carburant, des armes et des bâtiments défensifs pour prendre le contrôle et défendre les îles de l’archipel.
Le jeu a bénéficié d'une première suite, baptisée Battle Command, conçue par Steven caslin et publiée en 1990. Dans les années 2000, David Lagettie rachète les droites sur la franchise afin d’en créer une nouvelle suite. Celle-ci est publiée en 2012 sous le titre Carrier Command: Gaea Missions.

## Système de jeu
Le jeu se déroule en 2166 et des essais nucléaires ont créé des îles pleines d'énergie inexploitée. Une équipe de scientifiques a développé deux porte-avions robotiques afin de coloniser cet archipel. Après le vol du porte-avions ACC Omega par l'organisation terroriste STANZA, le joueur prend le contrôle du deuxième, l'ACC Epsilon, pour empêcher la faction adverse de coloniser les îles et pour détruire le prototype volé,. Il dispose pour cela de véhicules amphibies : les Walrus et d'avions : les Mantas.

## Accueil
Le jeu a reçu le Tilt d'or 1988 du logiciel le plus original. Il est également l'une des entrées de l'ouvrage Les 1001 jeux vidéo auxquels il faut avoir joué dans sa vie.